# Isla La Costa
La Isla La Costa (en inglés: La Costa Island) es una isla situada en el condado de Lee, al suroeste del estado de la Florida, ubicada cerca de la costa en el golfo de México. Se encuentra justo al norte de la Isla Captiva del Norte (North Captiva Island), separadas por un canal llamado Paso de Captiva (Captiva Pass). Al igual que Captiva del Norte (North Captiva), Captiva y las Islas Sanibel, La Costa es una isla barrera de Isla Pine (Pine Island, al este de la Captiva y al norte de Sanibel).
En ella se encuentra el Parque Estatal Cayo Costa (Cayo Costa State Park) y el Refugio Nacional de Fauna Salvaje Isla Pine (Pine Island National Wildlife Refuge).

## Historia
Cayo Costa estuvo ocupada por el pueblo calusa hasta aproximadamente el año 1700. Los nativos americanos construyeron varios montículos de conchas en la isla. A principios del siglo XVIII, los pescadores cubanos comenzaron a establecer ranchos, estaciones para capturar y procesar pescado para el mercado de La Habana, a lo largo de la costa suroeste de la península de Florida, desde la Bahía de Tampa hasta el río Caloosahatchee, posiblemente incluyendo Cayo Costa. Los ranchos operaron durante el período de dominio británico de Florida (1763-1783), el segundo período de dominio español (1783-1821) y durante el período de dominio estadounidense, hasta que fueron expulsados durante la segunda guerra semínola.
Tervio Padilla, a veces transcrito también como Tariva o Toribio Padilla, y comúnmente conocido como "Capitán Pappy", se instaló en Cayo Costa en la segunda mitad del siglo XIX. Nacido en las Islas Canarias, Padilla se convirtió en ciudadano estadounidense en 1862, mientras residía en Cayo Hueso. Padilla operaba un rancho en Cayo Costa donde él y sus trabajadores capturaban y procesaban pescado para el mercado cubano. Un cementerio en la isla alberga las tumbas de Padilla y su esposa, así como de aproximadamente 30 pescadores cubanos que murieron en un huracán de 1910.
El Parque Estatal Cayo Costa ha sufrido dos huracanes importantes en la historia reciente. El 13 de agosto de 2004, el huracán Charley tocó tierra directamente en Cayo Costa como tormenta de categoría 4. Posteriormente, el 28 de septiembre de 2022, el huracán Ian también tocó tierra directamente en Cayo Costa como una tormenta de categoría 4.

## Instalaciones y servicios
En la isla hay muelles para botes, playas, rutas de senderismo, pabellones para pícnics, doce cabañas para acampar y baños y vestuarios. El parque ofrece un pequeño centro natural, con salas de exposiciones sobre naturaleza y con una tienda de regalos. Cayo Costa dispone de un servicio de bicicletas que se pueden alquilar por medio día o para el día completo.
Hay 12 cabañas primitivas y 30 sitios para tiendas de campaña disponibles para acampar en el parque, cada uno con su propia mesa de pícnic y fogón/parrilla en el suelo. Hay embarcaderos disponibles para aquellos que deseen acampar a bordo de sus barcos.

## Galería

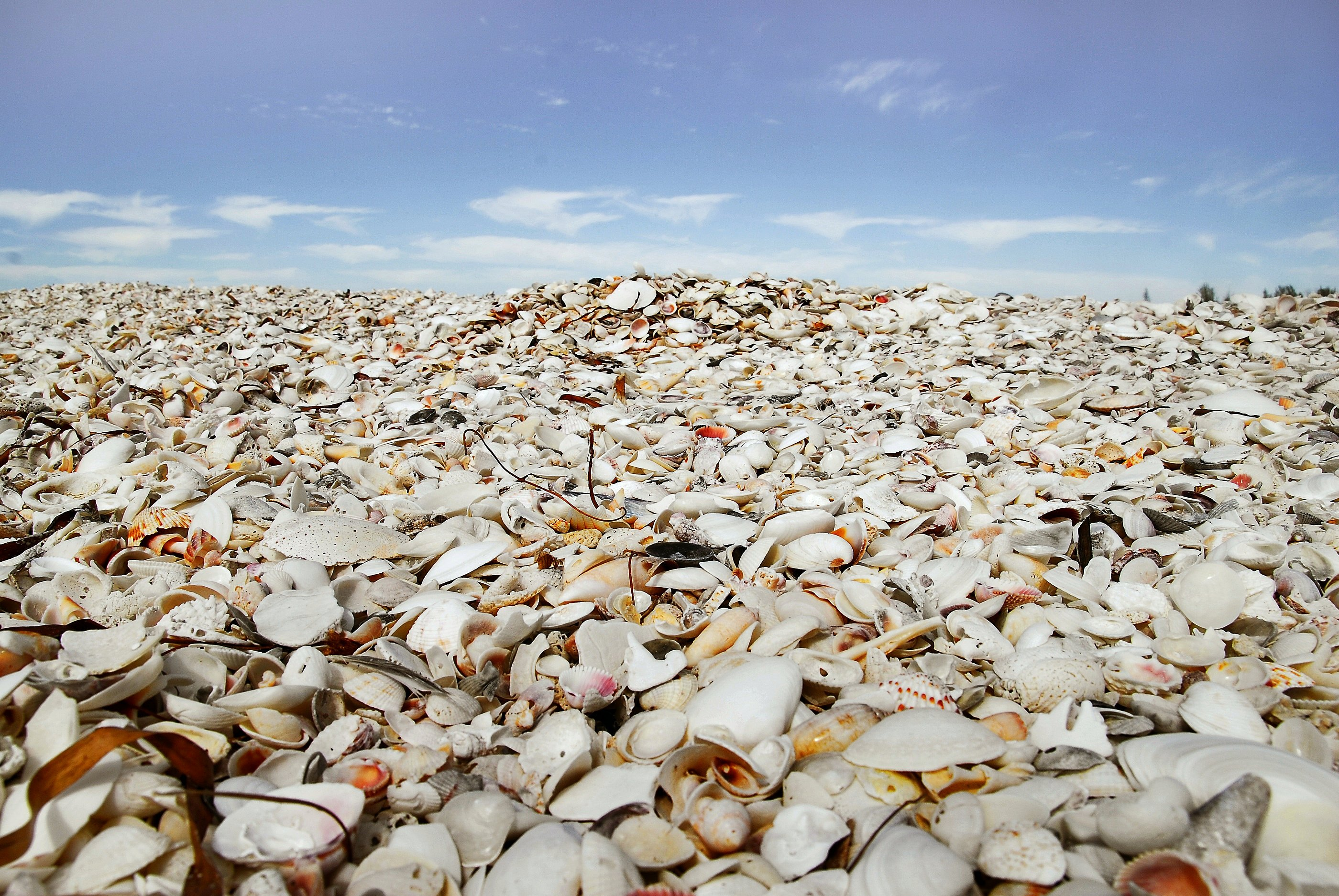
Conchas en la playa
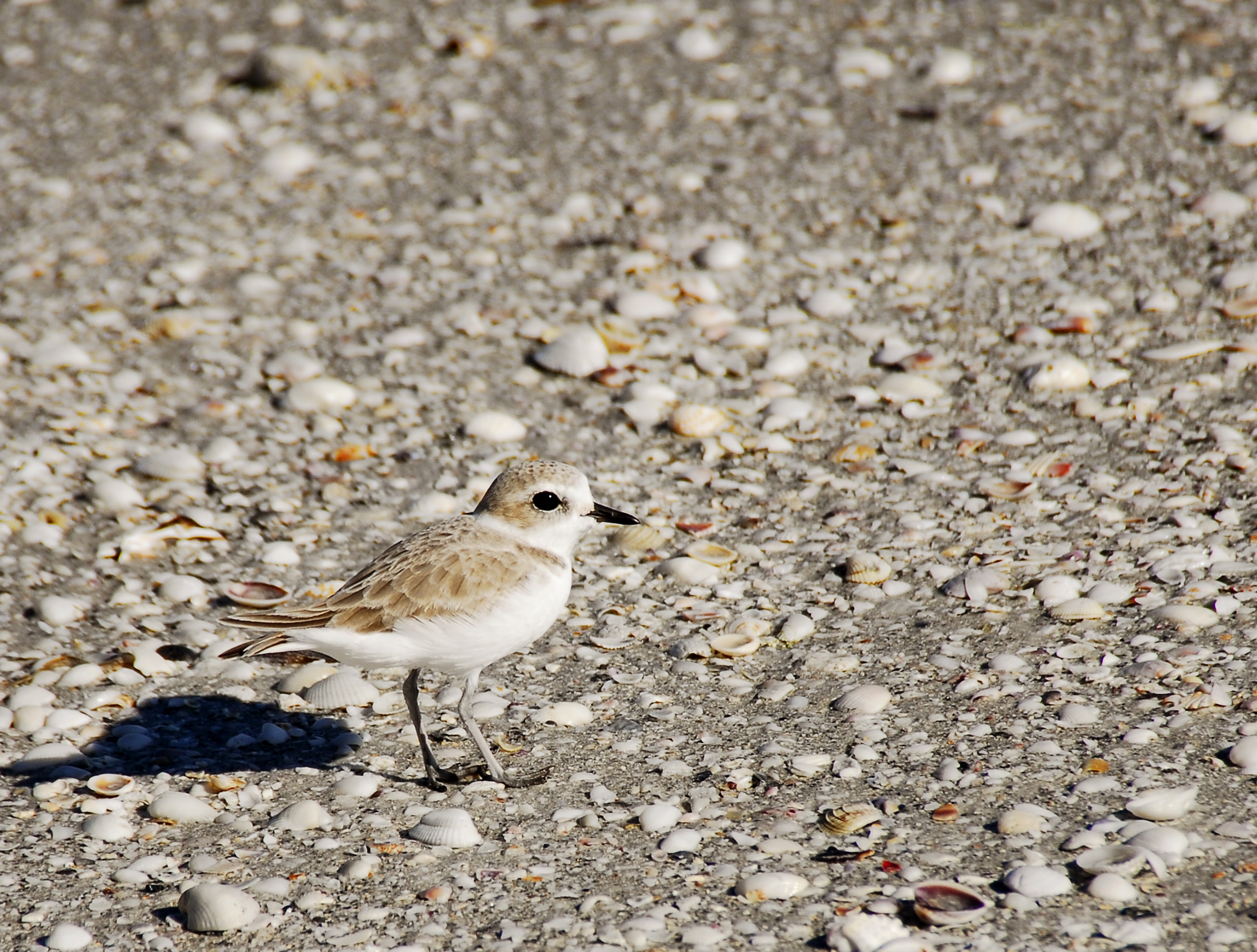
Un pequeño playerito blanco
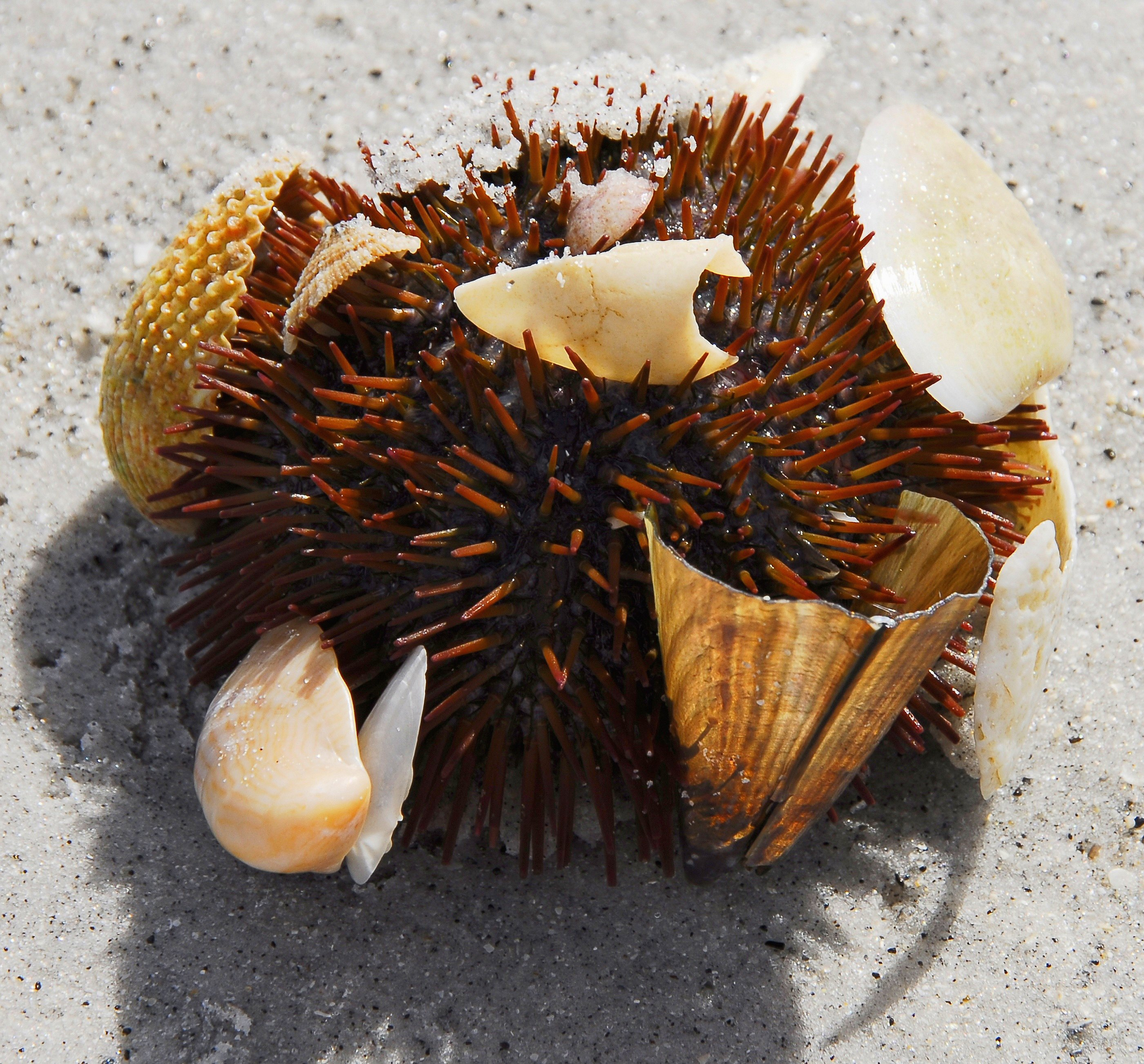
Erizo de mar vivo con conchas
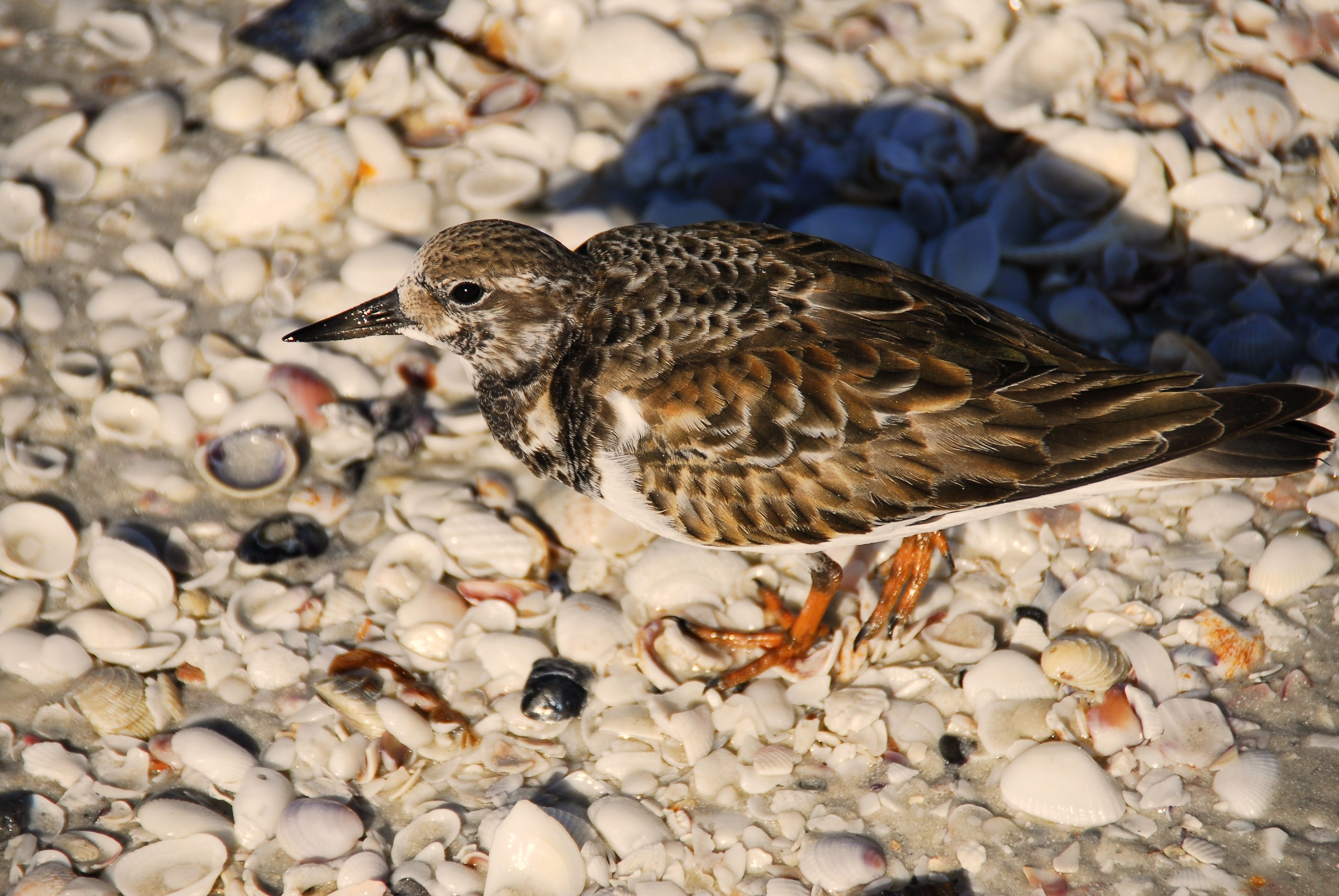
Vuelvepiedra rubicundo